# Hoplolabis vicina
Hoplolabis vicina är en tvåvingeart som först beskrevs av Tonnoir 1920.  Hoplolabis vicina ingår i släktet Hoplolabis och familjen småharkrankar. Arten är reproducerande i Sverige. Inga underarter finns listade i Catalogue of Life.